# Viola Reggio Calabria 2015-2016
La Viola Reggio Calabria ha preso parte al campionato di Serie A2 2015-2016, nel girone Ovest, classificandosi al 9º posto finale.

## Stagione
Il piazzamento finale in classifica, sebbene non valido per l'accesso ai play-off, ha comunque garantito alla squadra reggina la permanenza in Serie A2.
Nel corso della stagione la squadra è stata allenata prima da Giovanni Benedetto (fino al 10 febbraio 2016), successivamente da Fabrizio Frates (fino al termine della stagione).

## Roster
|  | Naz.                                        | Ruolo | Sportivo         | Anno | Alt. |  |  |
|  | ------------------------------------------- | ----- | ---------------- | ---- | ---- |  |  |
|  | Italia (bandiera)                           | C     | Andrea Crosariol | 1984 | 213  |  |  |
|  | Stati Uniti (bandiera) · Italia (bandiera)  | G     | Tony Dobbins     | 1981 | 194  |  |  |
|  | Stati Uniti (bandiera)                      | AG    | Craig Brackins   | 1987 | 208  |  |  |
|  | Italia (bandiera) · Argentina (bandiera)    | A     | Hernan Sindoni   | 1997 | 199  |  |  |
|  | Italia (bandiera)                           | AP    | Ion Lupusor      | 1996 | 202  |  |  |
|  | Italia (bandiera)                           | AP    | Kevin Pandolfi   | 1995 | 194  |  |  |
|  | Italia (bandiera)                           | PG    | Marco Mordente   | 1979 | 190  |  |  |
|  | Nigeria (bandiera) · Regno Unito (bandiera) | P     | Ogo Adegboye     | 1987 | 182  |  |  |
|  | Italia (bandiera)                           | G     | Roberto Rullo    | 1990 | 193  |  |  |
|  | Italia (bandiera)                           | P     | Valerio Costa    | 1997 | 180  |  |  |
|  | Italia (bandiera)                           | P     | Valerio Spinelli | 1979 | 185  |  |  |

- Allenatori: Giovanni Benedetto (fino al 10/02/2016); Fabrizio Frates (dal 10/02/2016)
- Cestisti svincolati:
  - Austin Freeman (gennaio 2016)
  - Mario Ghersetti (dicembre 2015)
  - Valerio Spinelli (marzo 2016)